# 1-alchilglicerofosfocolina O-acetiltransferasi
La 1-alchilglicerofosfocolina O-acetiltransferasi è un enzima appartenente alla classe delle transferasi, che catalizza la seguente reazione:
acetil-CoA + 1-alchil-sn-glicero-3-fosfocolina ⇄ CoA + 2-acetil-1-alchil-sn-glicero-3-fosfocolina